# Herbert Swanberg
Herbert Magnus Walter Swanberg, född 10 november 1907 i Uddevalla, död 16 januari 1988, var en svensk läkare. 
Swanberg blev medicine licentiat vid Lunds universitet 1934, medicine doktor i Stockholm 1951 på avhandlingen Histaminase in pregnancy, with special reference to its origin and formation: an experimental and clinical study och docent i obstetrik och gynekologi vid Karolinska institutet 1953. Han var lasarettsläkare på kvinnokliniken i Helsingborg 1953–55, professor och överlärare på Barnmorskeläroanstalten i Stockholm 1955–73 och överläkare vid kvinnokliniken på Södersjukhuset 1955–73. Han var ledamot av Medicinalstyrelsens socialpsykiatriska nämnd 1950–53. Han författade skrifter i obstetrik och gynekologi.